# Marvin Hart
Marvin Hart (nacido el 16 de septiembre de 1876 y fallecido el 17 de septiembre de 1931, nació en Fern Creek, Kentucky) fue el campeón del mundo de los pesos pesados del boxeo desde el 3 de junio de 1905 hasta el 23 de febrero de 1906.